# Irreligión en Costa Rica

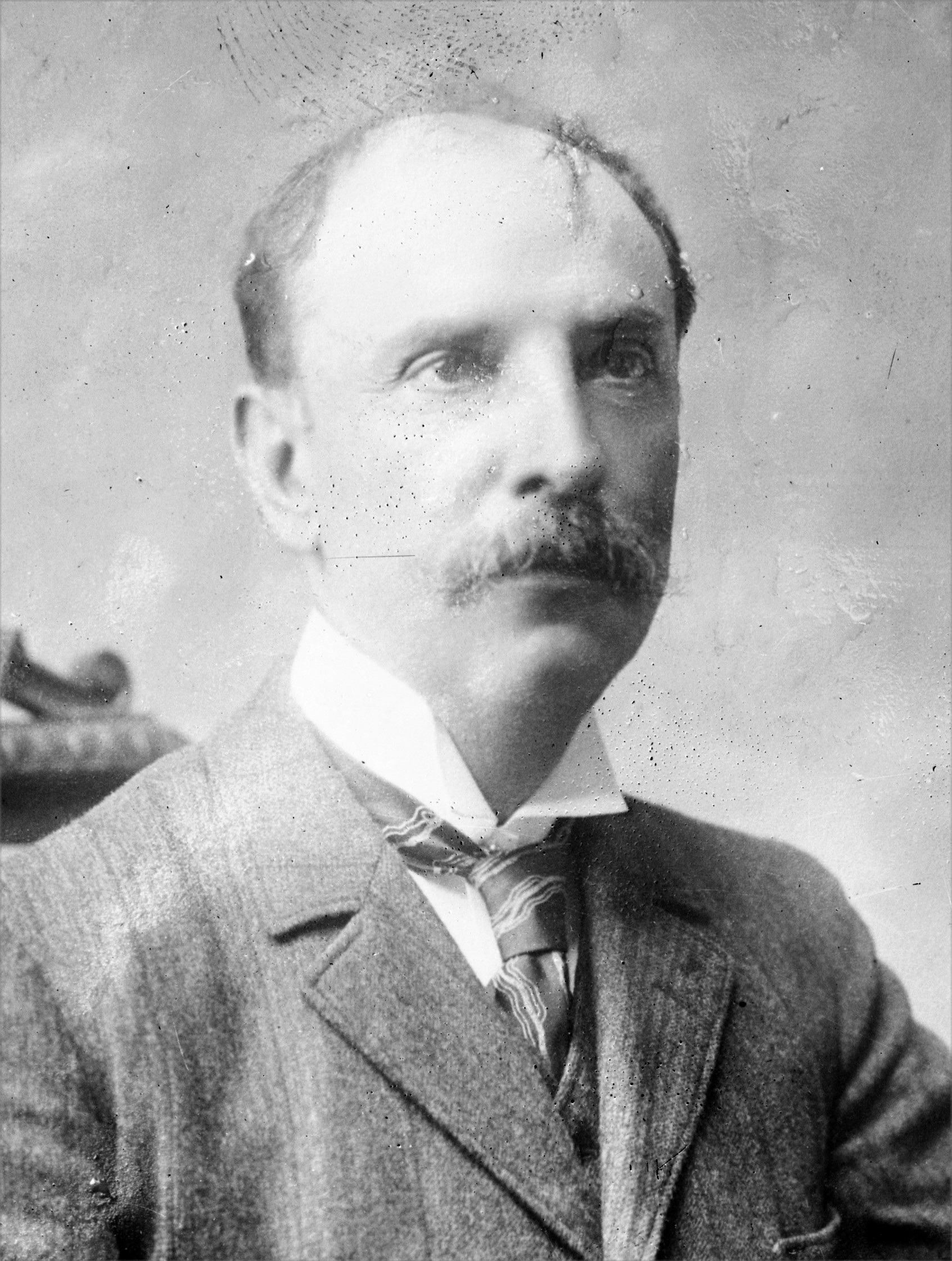
Ricardo Jiménez Oreamuno

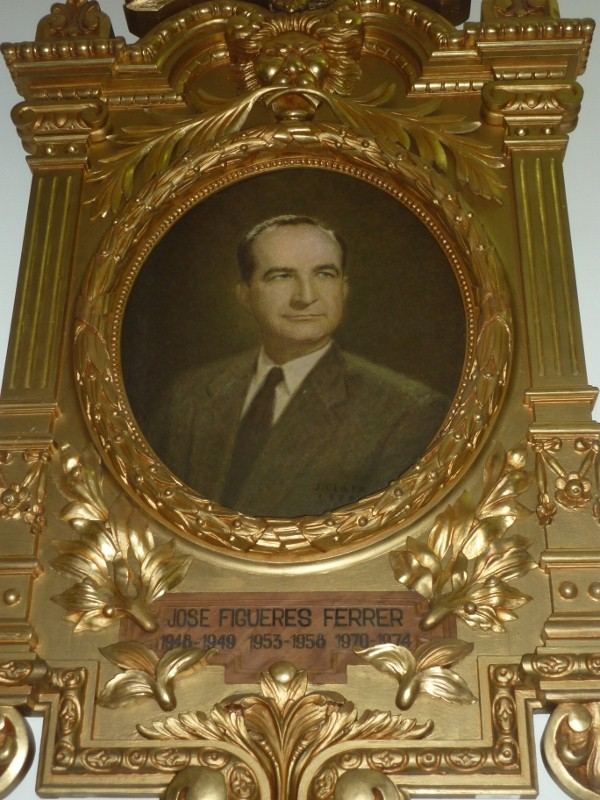
José Figueres Ferrer

La irreligión en Costa Rica refiere a los distintos grupos de ateos, agnósticos, librepensadores, humanistas seculares o creyentes sin afiliación religiosa que existen en el país. Un segmento de la población que ha crecido constantemente desde las últimas décadas,  actualmente representan 27% de la población, el segundo grupo mayor después de católicos (47.5%) y mayor que el grupo de evangélicos (21%). Costa Rica es el único estado confesional del continente americano donde la Iglesia católica es la oficial. Sin embargo, algunas figuras importantes del arte, la ciencia, la literatura y la política han sido arreligiosos. Costa Rica ha tenido dos presidentes abiertamente agnósticos; Ricardo Jiménez Oreamuno y José Figueres Ferrer.
Según la más reciente encuesta del Centro de Investigación y Estudios Políticos de la Universidad de Costa Rica realizado en mayo del 2021, 27% de la población costarricense no pertenece a ninguna religión. Este número era apenas el 3% en 1998, habiendo ascendido al 8% en 2013, a 9% en 2015 según reporte del Pew Research Center y al 15% en 2017 según estudios realizados por el Latinobarómetro. Aunque el ser ateo en Costa Rica puede generar aún rechazo y enfrentar discriminación, esto ha disminuido gradualmente.

## Historia
Durante mucho tiempo, la sociedad costarricense fue rígidamente católica e incluso el Pacto de Concordia y las primeras constituciones establecían la obligatoriedad de ser católico de todos los ciudadanos costarricenses.  Sin embargo, esto se fue flexibilizando y para la Constitución Política de Costa Rica de 1844 ya se establecía la libertad de culto y la libertad de pensamiento, aun cuando la cantidad de ateos seguía siendo pequeña. Aunque a partir de 1870 en que se asienta en el país tanto la Masonería como las ideas liberales —que llevarían a una fuerte secularización— y la mayoría de gobernantes costarricenses y de la élite política, empresarial e intelectual eran masones y liberales la mayoría seguían siendo oficialmente católicos. El liberal Ricardo Jiménez Oreamuno sería el primer agnóstico en ser electo presidente, cargo que ejercería tres veces a lo largo de su vida (1910-1914, 1924-1928 y 1932-1936), siendo crítico de la Iglesia sin llegar a ser anticlerical. No obstante durante este período el ateísmo en general estaría asociado con los movimientos de izquierda, particularmente el Partido Comunista Costarricense liderado por Manuel Mora Valverde, al punto de que, tras una alianza con la Iglesia y los líderes del socialcristiano calderonismo, el partido debió cambiarse el nombre a Vanguardia Popular para evitar suspicacias y el entonces arzobispo Víctor Manuel Sanabria Martínez debió emitir un comunicado diciendo que los cristianos podían votar por dicho partido sin conflicto.
Otro agnóstico que llegaría a ser presidente fue el socialdemócrata José Figueres Ferrer quien lidera al bando vencedor de la Guerra civil de Costa Rica de 1948, aunque no toma medidas particularmente significativas a favor de la secularización.
El crecimiento de la irreligiosidad iría en aumento especialmente a partir de los años 90 y a principios del siglo XXI, aunque sería más notorio durante la década de los años 2010 en que distintos temas polémicos son traídos al discurso político como el matrimonio igualitario, la fertilización in vitro, la Legislación del aborto y la legalización del cannabis. En 2009 la Asociación Costarricense de Humanistas Seculares interpuso una denuncia ante el Tribunal Supremo de Elecciones contra el entonces arzobispo José Francisco Ulloa por haber hecho un llamado en una homilía contra el voto por candidatos que "nieguen a Dios", a lo cual el Alto Tribunal determinó que en efecto dicha homilía estaba contraviniendo la Constitución sentando un precedente. En 2014 se funda la primera «Iglesia pastafari» en Costa Rica. A pesar de la previa sentencia del TSE este debió emitir una nueva para las elecciones de 2018 por la involucración en política de la Alianza Evangélica (federación de iglesias de esa denominación) y la Iglesia católica en la campaña, en donde el crecimiento del candidato evangélico Fabricio Alvarado trajo por primera vez en décadas el tema religioso a una campaña electoral.
En 2018 el sacerdote Sixto Varela causó polémica en redes sociales y levantó airadas críticas por referirse al presidente Carlos Alvarado Quesada y su esposa como «ateos disfrazados» (Alvarado y su esposa Claudia Dobles son oficialmente católicos pero de ideas liberales). Las declaraciones de Varela fueron condenadas por la Conferencia Episcopal.

## Irreligiosos destacados
- Ricardo Jiménez Oreamuno, presidente de la República, del Congreso y del Poder Judicial.
- José Figueres Ferrer, caudillo revolucionario y presidente.
- Franklin Chang-Díaz, astronauta y científico quien afirma creer en un Ser Supremo pero no seguir ninguna religión.[17][18]
- José Merino del Río, diputado y dirigente de izquierda.

## Organizaciones
- Asociación Costarricense de Humanistas Seculares.
- Nueva Iglesia Pastafari de Costa Rica.